# Dena'ina (langue)
 (juillet 2016).
Si vous disposez d'ouvrages ou d'articles de référence ou si vous connaissez des sites web de qualité traitant du thème abordé ici, merci de compléter l'article en donnant les références utiles à sa vérifiabilité et en les liant à la section « Notes et références ».
Le dena’ina, ou tanaina, est une langue autochtone parlée dans la région du Golfe de Cook, en Alaska. Elle fait partie de la famille des langues athapascanes septentrionales.

## Locuteurs
En 2007, sur une population de 900 Dena'ina, entre 75 et 95 parlent cette langue. En 2020, le nombre de locuteurs est estimé à 5 personnes.

## Dialectes
Elle se divise en quatre dialectes parlés dans différentes localités :
1. Eklutna, Knik-Fairview, Susitna, Tyonek
2. Kenai, Kustatan, Seldovia
3. Pedro Bay, Old Iliamna, autour du Lac Iliamna
4. Nondalton, Lime Village

## Recherche
Elle est étudiée par les linguistes James Kari et Joan M. Tenenbaum depuis les années 1970.

## Prononciation
|         | Antérieure | Centrale  | Postérieure |
| ------- | ---------- | --------- | ----------- |
| Fermée  | /i/ ‹ i ›  |           | /u/ ‹ u ›   |
| Moyenne |            | /ə/ ‹ e › |             |
| Ouverte |            | /a/ ‹ a › |             |

|           | Bilabiale | Labio- dentale | Alvéolaire                       | Latérale                              | Alvéolo- palatale                      | Palatale                              | Vélaire                          | Uvulaire                          | Glottale         |
| --------- | --------- | -------------- | -------------------------------- | ------------------------------------- | -------------------------------------- | ------------------------------------- | -------------------------------- | --------------------------------- | ---------------- |
| Occlusive | /b/ ‹ b › |                | /t/ ‹ d › /tʰ/ ‹ t › /tʼ/ ‹ tʼ › | /dɮ/ ‹ dl › /tɬ/ ‹ tl › /tɬʼ/ ‹ tlʼ › | /ts/ ‹ dz › /tsʰ/ ‹ ts › /tsʼ/ ‹ tsʼ › | /tʃ/ ‹ j › /tʃʰ/ ‹ ch › /tʃʼ/ ‹ chʼ › | /k/ ‹ g › /kʰ/ ‹ k › /kʼ/ ‹ kʼ › | /q/ ‹ gg › /qʰ/ ‹ q › /qʼ/ ‹ qʼ › | /ʔ/ ‹ ʼ ›        |
| Fricative |           | /v/ ‹ v ›      |                                  | /l/ ‹ l › /ɬ/ ‹ ł ›                   | /z/ ‹ z › /s/ ‹ s ›                    | /ʒ/ ‹ zh › /ʃ/ ‹ sh ›                 | /ɣ/ ‹ ŷ › /x/ ‹ x ›              | /ʁ/ ‹ gh › /χ/ ‹ h ›              | /h/ ‹ ĥ ›/‹ hh › |
| Nasale    | /m/ ‹ m › |                | /n/ ‹ n ›                        |                                       |                                        |                                       |                                  |                                   |                  |
| Spirante  | /w/ ‹ w › |                |                                  |                                       |                                        | /j/ ‹ y ›                             |                                  |                                   |                  |